# Río Ugab
El río Ugab es un río efímero en el noroeste de Namibia. Su sección inferior forma la frontera entre la región de Kunene y la región de Erongo, pero su zona de captación se extiende hasta bien entrada la región de Otjozondjupa. El nacimiento del Ugab está cerca de Otavi. Desde allí, el lecho del río se dirige hacia el oeste pasando por las montañas Paresis y las montañas Fransfontein hasta la Costa de los Esqueletos y el Océano Atlántico. Los  afluentes del Ugab son Erundu, Ozongombo, Okomize y Uis.
Solo fluye por encima de la superficie de su lecho arenoso unos pocos días al año, pero incluso durante gran parte de la estación seca sus aguas subterráneas afloran en forma de charcos en algunos lugares, y constituye un importante recurso para las especies de la región de Damaraland, en el norte de Namibia. La escorrentía media del Ugab es de aproximadamente 20 millones de metros cúbicos al año, su zona de captación (incluidos sus afluentes) se estima entre 24 800  y 29 355 kilómetros cuadrados.
El gran contenido de agua subterránea del río Ugab lo convierte en un importante río de Namibia. Con una longitud de 450 kilómetros, el río proporciona agua a especies como el raro  elefante del desierto, así como a la jirafa, la cebra de montaña y a la mayor población de rinocerontes negros que vagan libremente por el mundo. El Área Silvestre de Ugab se estableció aquí para proteger el futuro de estos animales raros. Importantes destinos turísticos son el Macizo de Brandberg, el cráter Doros y el Vingerklip, los asentamientos en su área de captación son las ciudades de Outjo y Otjiwarongo, así como los asentamientos de Kalkfeld, Omatjette y Uis.
La gente puede caminar a lo largo del río arenoso, pasando por los granjeros locales de Herero y las inselbergs de granito rosa (colinas rocosas aisladas que quedaron atrás después de la actividad volcánica) salpicadas por toda la región. Estas extrañas piedras han sido moldeadas a lo largo de los años en formas vagamente reconocibles, algunas parecen hongos, mientras que otras son espeluznantes estructuras huecas conocidas como los «Fantasmas Petrificados».
Bastantes plantas crecen allí; gran parte de la vegetación visible es el tabaco silvestre (Nicotiana glauca). También se encuentran algunos árboles de acacia atrofiados y arbustos ǃnara (Acanthosicyos horridus), con sus tallos verdes casi sin hojas, y melones pequeños.